# Aphaenogaster cockerelli
Aphaenogaster cockerelli är en myrart som beskrevs av Andre 1893. Aphaenogaster cockerelli ingår i släktet Aphaenogaster och familjen myror. Inga underarter finns listade i Catalogue of Life.

## Bildgalleri